# Regierungsbezirk Weser-Ems
Der Regierungsbezirk Weser-Ems war einer von vier Regierungsbezirken des Landes Niedersachsen.
Er wurde am 1. Februar 1978 durch Vereinigung der 1946 innerhalb des Landes Niedersachsen gebildeten Regierungsbezirke Aurich und Osnabrück mit dem ebenfalls 1946 aus dem ehemaligen Freistaat Oldenburg gebildeten Verwaltungsbezirk Oldenburg neu gebildet und hatte seinen Verwaltungssitz in Oldenburg (Oldenburg). Die Behörde des Bezirks war die Bezirksregierung Weser-Ems, ihr Behördenleiter ein Regierungspräsident. Die Bezirksregierung hatte ihren Hauptsitz im Oldenburgischen Ministerialgebäude; ihre Außenstellen in Osnabrück und Aurich befanden sich in den früheren Dienstgebäuden der dortigen Regierungspräsidenten.
Zum 1. Januar 2005 wurden alle Regierungsbezirke des Landes Niedersachsen aufgelöst. Auf Beschluss der Landesregierung gab es in Oldenburg ab 2005 eine Regierungsvertretung, die 2014 durch Regionalbeauftragte für das Gebiet des früheren Regierungsbezirkes ersetzt wurde. Für Zwecke der Amtlichen Statistik wurden die mit dem vorhergehenden Regierungsbezirken namens- und deckungsgleichen Statistischen Regionen eingeführt, im Fall Weser-Ems mit dem Amtlichen Regionalschlüssel 034.
Verwaltungsgliederung:
| Landkreise | kreisfreie Städte                                                                           |
| --- | ------------------------------------------------------------------------------------------- |
| - Ammerland - Aurich - Cloppenburg - Emsland - Friesland - Grafschaft Bentheim - Leer - Oldenburg - Osnabrück - Vechta - Wesermarsch - Wittmund (ab dem 1. Januar 1980) | - Delmenhorst - Emden - Oldenburg (Oldenburg) (Verwaltungssitz) - Osnabrück - Wilhelmshaven |

Die heutigen Landkreise waren durch die Gebietsreform, die in Niedersachsen im Wesentlichen von 1972 bis 1977 durchgeführt wurde, gebildet worden. Die meisten Landkreise bestanden schon vor der Kreisreform. Sie hatten damals jedoch teilweise noch einen anderen Zuschnitt.
Am 1. Januar 1980 wurde der Landkreis Wittmund wiedererrichtet. Die Landkreise Ammerland und Friesland wurden auf den Gebietszuschnitt vom 31. Juli 1977 zurückgeführt.
Am 1. Juli 1993 verlor der Landkreis Oldenburg (Oldenburg) seinen Zusatz und hieß fortan Landkreis Oldenburg.
Die Bezirksregierung Weser-Ems wurde von folgenden Regierungspräsidenten geleitet:
- 1978–1990: Joseph Schweer (zuvor Präsident des Verwaltungsbezirks Oldenburg)
- 1990–1991: Wolf Weber
- 1991–1994: Eckart Bode (im Amt verstorben)
- 1994–2003: Bernd Theilen

Nach der Ablösung von Regierungspräsident Theilen im März 2003 wurde das Amt nicht wieder besetzt; bis zu ihrer Auflösung am 31. Dezember 2004 wurde die Bezirksregierung Weser-Ems von Regierungsvizepräsident Dieter Boll geleitet.